# Anita O'Day
Anita Belle Colton O'Day (Chicago, 18 ottobre 1919 – Los Angeles, 23 novembre 2006) è stata una cantante jazz statunitense.
Nata a Chicago e di origini irlandesi, la O'Day era ammirata per il suo senso del ritmo e della dinamica: le sue prime apparizioni nei primi anni quaranta, con l'orchestra di Gene Krupa – con cui raggiunse il suo primo successo, Let Me Off Uptown – dissiparono l'immagine tradizionale e aggraziata di "ragazza che canta".
La O'Day amava impersonare un personaggio di musicista "hip", apparendo in scena in giacca e gonna e rifiutando i tradizionali abiti da sera. Tra le cantanti che l'avevano più influenzata, citava Martha Raye, ma aveva una grande ammirazione anche per Mildred Bailey, Ella Fitzgerald e Billie Holiday. Una delle poche (forse l'unica) cantante bianca a poter rivaleggiare da pari a pari con le sue contemporanee Ella Fitzgerald e Sarah Vaughan e registrando per l'etichetta Verve Records, la O'Day si fece apprezzare tanto nelle ballad quanto nei brani veloci in cui sfoderava un inconfondibile fraseggio scat.

## Biografia
Fuggita di casa a dodici anni, Anita iniziò la sua carriera due anni dopo, nel 1934, girando per il Midwest come concorrente nelle maratone di danza e guadagnando mance cantando The Lady in Red. Nel 1936, la O'Day lasciò le maratone e, nonostante avesse accidentalmente perduto l'ugola durante una tonsillectomia e fosse perciò incapace di produrre il vibrato, decise di diventare una cantante professionista.
Iniziò cantando nel coro dei locali del centro di Chicago (locali quali il "Celebrity Club" e il "Vanity Fair") e proseguì come cantante e cameriera al "Ball of Fire", il "Vialago", e il "Planet Mars". Al Vialago incontrò il batterista Don Carter, che le insegnò la teoria musicale e che sarebbe divenuto suo marito nel 1937. Il suo primo colpo di fortuna arrivò quando Carl Cons, l'editore di Down Beat, l'assunse per il suo nuovo club al 222 di State Street, l'"Off-Beat", che divenne rapidamente un frequentato locale per musicisti. Fu mentre cantava all'"Off Beat" che Anita incontrò Gene Krupa, che le promise un'audizione quando la cantante Irene Daye avrebbe lasciato la sua orchestra.
Nel settembre del 1939, Anita fece un'audizione con Benny Goodman che era al Chicago Theater per il programma radiofonico Camel Caravan e aveva bisogno di un rimpiazzo per Louise Tobin. Anita non fu assunta per aver improvvisato la melodia e Goodman finì per assumere Helen Forrest. La successiva audizione con l'orchestra di Raymond Scott ebbe più successo, tuttavia Anita venne licenziata dopo tre soli giorni per aver dimenticato le parole della canzone che stava cantando e aver quindi rimediato col fraseggio scat, in pratica inventando le parole.
All'inizio del 1941, Anita iniziò a lavorare con l'orchestra di Gene Krupa: in due anni incise trentaquattro canzoni, tra cui il duetto con Roy Eldridge Let Me Off Uptown, che divenne il suo primo successo. Down Beat scrisse che Anita era la "Nuova Stella dell'Anno", e nel 1942 apparve in due brevi film musicali (allora detti soundies) in cui cantava Thanks for the Boogie Ride e Let Me Off Uptown. Quell'anno entrò nella classifica dei cantanti orchestrali di Down Beat al quarto posto: Helen O'Connell fu prima, Helen Forrest seconda, Billie Holiday terza e Dinah Shore quinta. Inoltre Anita si risposò con il golfista e appassionato di jazz Carl Hoff.
(Anita O'Day)

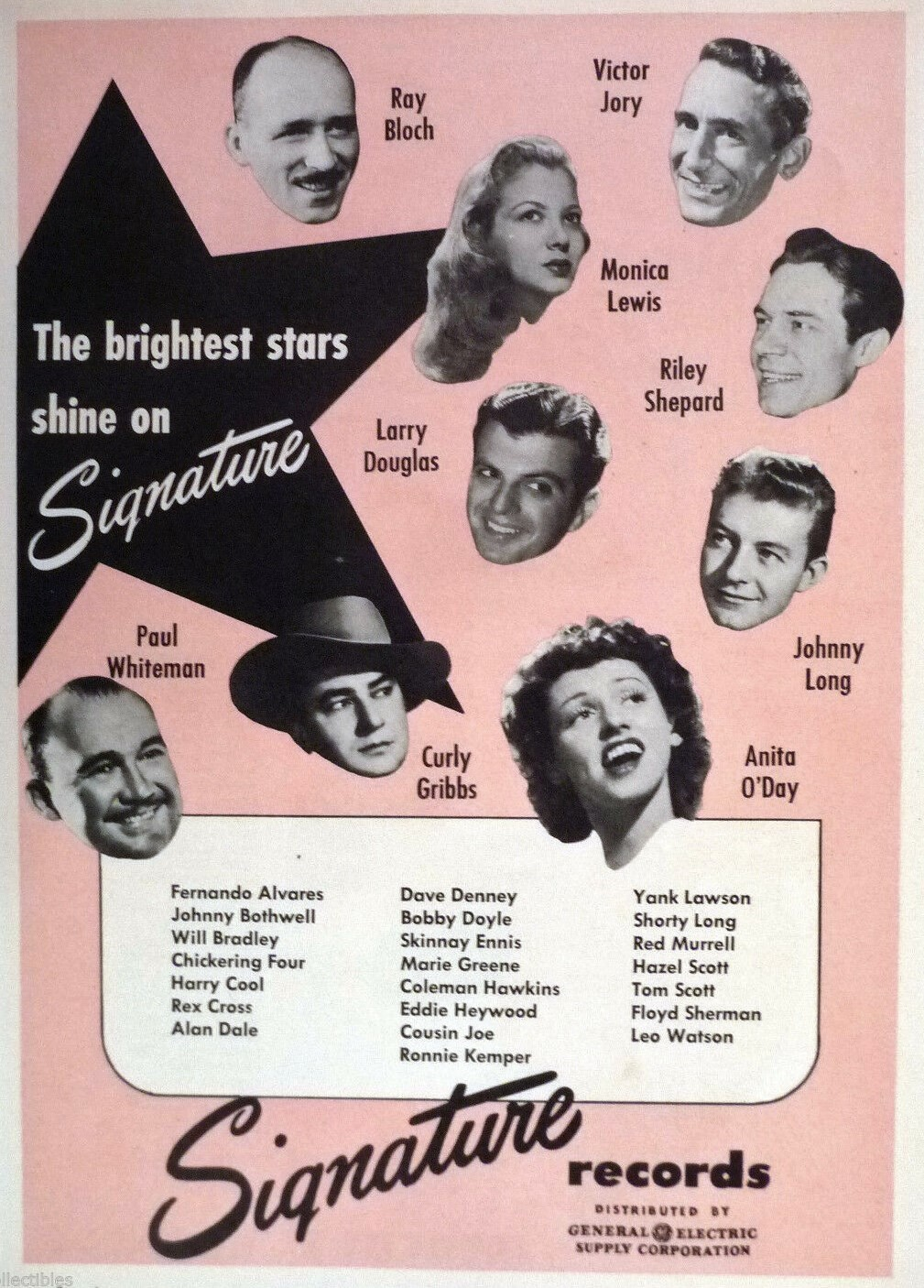
Manifesto pubblicitario della casa discografica Signature, 1947

L'anno successivo, Anita fu coinvolta nell'arresto di Krupa per possesso di marijuana: l'orchestra si sciolse e lei fu scritturata per un mese da Woody Herman, ai teatri Palladium e Orpheum a Hollywood, terminando poi l'anno come solista. Presentata dal sassofonista italo-americano Vido Musso, nell'aprile del 1944 Anita finì poi per accettare una scrittura da Stan Kenton. Con la sua orchestra incise ventuno pezzi e apparve in un documentario della Universal Pictures dal titolo Artistry in Rhythm (1944). La canzone And Her Tears Flowed Like Wine vendette moltissimo e svelò Kenton al grande pubblico. Con Kenton, O'Day fece anche un soundie, dove cantò I'm Going Mad for a Pad e Tabby the Cat.  Nonostante il grande successo, l'approvazione dei colleghi e la vittoria ottenuta nel referendum di Down Beat come miglior cantante bianca di jazz, Anita abbandonò la band dopo appena undici mesi, perplessa sulla compatibilità del suo stile musicale con quello dell'orchestra, ma anche sopraffatta dal rigore imposto da Kenton e dalla tensione psicologica che sviluppava a ogni concerto. Lei stessa si impegnò per cercare una nuova cantante, e presentò a Kenton una sconosciuta Shirley Luster, poi destinata a diventare celebre con il nome di June Christy.
Nel 1945 tornò con l'orchestra di Krupa, con cui rimase quasi un anno incidendo dieci pezzi, due dei quali (That Feeling in the Moonlight e Harriet) in duetto con Buddy Stewart, un promettente cantante bebop la cui carriera fu stroncata nel 1950 da un incidente (fu investito mentre prestava soccorso a un automobilista). Nel 1946 Anita lasciò Krupa e ricominciò a proporsi come solista accompagnata da piccoli gruppi strumentali, che sembravano esserle più congeniali delle grandi orchestre.
Nella seconda parte degli anni quaranta, Anita incise pochi pezzi sotto piccole etichette discografiche quali la Signature e la London, cercando un equilibrio tra la ricerca del successo e la sua identità di cantante jazz. Tra i brani, Hi Ho Trailus Boot Whip, Key Largo, How High the Moon, e Malagueña. Nel 1947 iniziarono i problemi di droga: Anita e il marito furono arrestati e detenuti per novanta giorni per essere stati trovati in possesso di marijuana. Nel 1948 la O'Day aprì con Count Basie il Royal Roost di New York (cinquantaduesima strada) con grande successo.

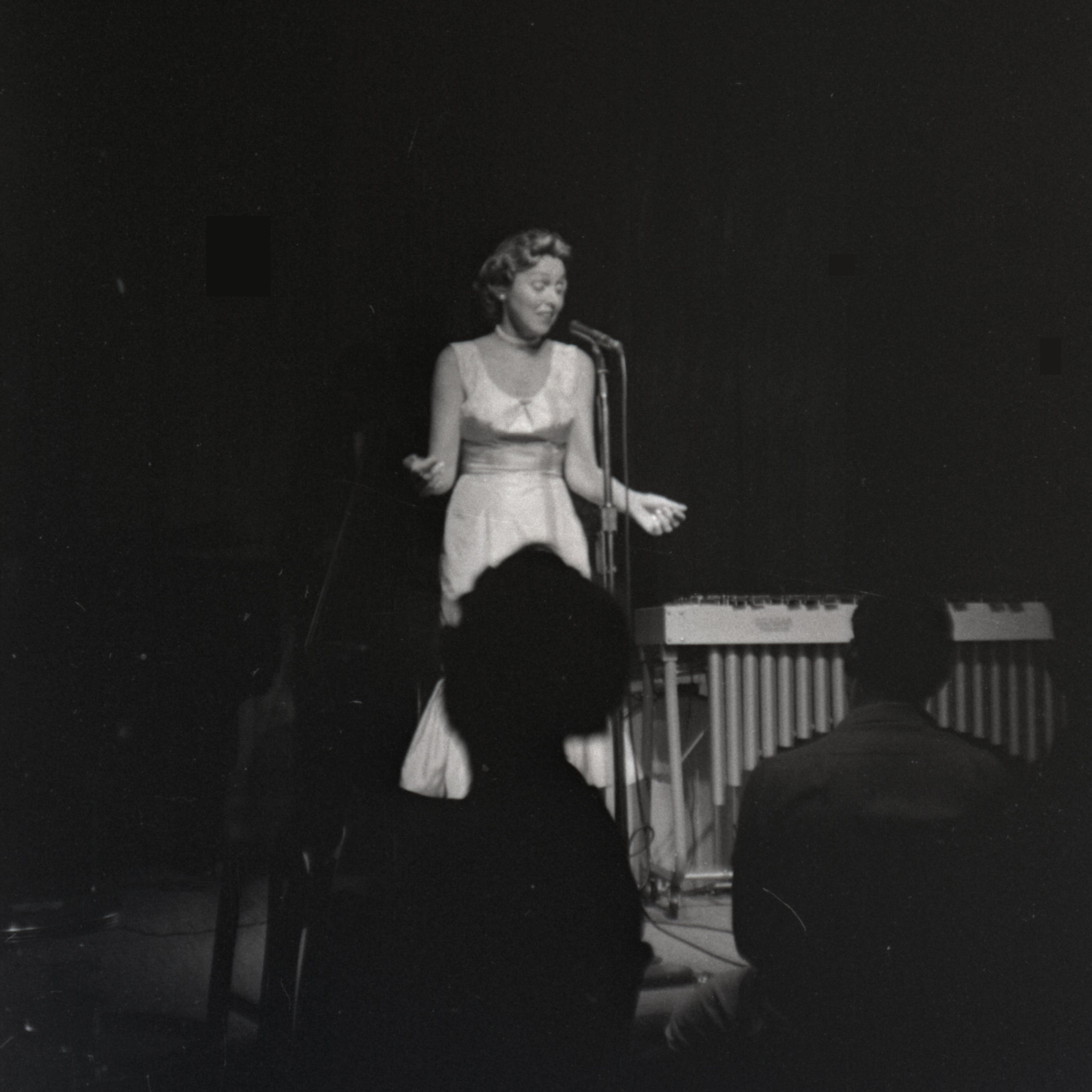
Anita O'Day allo Storyville Jazz Club di Boston, 1957

Il suo posto nella storia del jazz arrivò quando fu messa sotto contratto dalla Verve Records di Norman Granz, con cui avrebbe registrato, tra il 1953 e il 1962, i diciassette album che la resero famosa. Il primo, Anita O'Day Sings Jazz (riedito col titolo The Lady Is a Tramp), fu registrato nel 1953 e fu anche il primo album della Verve in assoluto: fu un grande successo di critica. Nel 1952 Anita era stata di nuovo processata e assolta per possesso di marijuana, e per possesso di eroina nel 1953: per il secondo reato dovette scontare sei mesi di prigione. Subito dopo il suo rilascio, registrò il suo secondo album, Songs by Anita O'Day (riedito come An Evening with Anita O'Day). Avrebbe continuato a registrare per tutti gli anni cinquanta, con piccoli gruppi e grandi orchestre. Dal vivo, si presentava con un trio il cui batterista, John Poole, l'accompagnò per quarant'anni.
Anita apparve in concerti dal vivo con Louis Armstrong, Oscar Peterson, Dinah Washington, George Shearing, Cal Tjader e Thelonious Monk; nel 1958 tornò sotto i riflettori grazie al festival di Newport. Su questo evento venne girato un documentario dal titolo Jazz on a Summer's Day, uscito nel 1960, che testimonia il grande successo da lei ottenuto. Intanto continuavano a uscire per la Verve i suoi album, con gli arrangiamenti firmati da musicisti celebri quali Russ Garcia, Marty Paich, Billy May e Oscar Peterson. Nel 1959 Anita partì in tournée in Europa con Benny Goodman, ma il viaggio non andò bene: secondo quanto O'Day dice nella sua autobiografia, Goodman prima tentò di diminuire l'entusiasmo del pubblico per lei mettendola in ombra, e quando questo fallì ridusse i suoi numeri a due per l'intero spettacolo. Nello stesso anno comparve in un cameo nel film The Gene Krupa Story, dove canta Memories of You.
Dopo la scadenza del suo contratto con la Verve nel 1963, Anita tornò a fare la solista, ma senza più entrare in una sala d'incisione. Quando, nel 1968, fu quasi uccisa da un'overdose di eroina molti pensarono che la sua carriera fosse finita. Anita invece si disintossicò e tornò sulle scene al festival jazz di Berlino, nel 1970. Tornò sullo schermo nei film Zig Zag (1970) e Organizzazione crimini (1973). Riprese anche a registrare, in studio e dal vivo, fondando una sua etichetta che volle chiamare "Emily Records", dal nome della sua cagnolina. Nel 1981 Anita pubblicò la sua autobiografia High Times, Hard Times, dove parla con franchezza dei suoi problemi di droga.
Nel 2005 comparve sull'antologia Verve Remixed 3 con un remix della sua versione di Sing, Sing, Sing e nel 2006 pubblicò il suo primo album dopo tredici anni, dall'appropriato titolo Indestructible!. Nel frattempo girava il documentario dal titolo Anita O'Day: The Life of a Jazz Singer diretto da Robbie Cavolina e Ian McCrudden e la cui data di pubblicazione era prevista per l'inizio del 2007.
Nel film Shortbus - Dove tutto è permesso del 2006 canta un brano della colonna sonora.
Anita O'Day morì nel sonno la notte del Giorno del Ringraziamento, il 23 novembre 2006, in un ospedale di West Hollywood (California). Era convalescente da una polmonite e due giorni prima aveva chiesto di essere dimessa.

## Discografia
Album
- 1951 – Specials (Advance Records, LSP-8)
- 1952 – Singin' and Swingin' with Anita O'Day (Coral Records, CRL 56073)
- 1953 – Anita O'Day Collates (Norgran Records, MG C-130) Ripubblicato in seguito con i titoli "Anita O'Day Sings Jazz" e "The Lady Is a Tramp"
- 1955 – Songs by Anita O'Day (Norgran Records, MG N-30)
- 1955 – An Evening with Anita O'Day (Norgran Records, MG N-1057) ripubblicato dalla Verve Records nel 1957
- 1956 – Anita (Verve Records, MG V-2000)
- 1957 – Pick Yourself Up with Anita O'Day (Verve Records, MG V-2043)
- 1957 – Anita Sings for Oscar (American Recording Society, G-426)
- 1958 – Anita Sings the Most (Verve Records, MG V-8259)
- 1958 – Anita O'Day Sings the Winners (Verve Records, MG V-8283)
- 1959 – Anita O'Day at Mister Kelly's (Verve Records, MG V-2113)
- 1959 – Anita O'Day Swings Cole Porter with Billy May (Verve Records, MG V-2118)
- 1960 – Cool Heat (Verve Records, MG V-8312)
- 1960 – Anita O'Day and Billy May Swing Rodgers and Hart (Verve Records, MG V-2141)
- 1961 – Waiter, Make Mine Blues (Verve Records, MG V-2145)
- 1961 – Trav'lin' Light (Verve Records, MG V-2157)
- 1962 – All the Sad Young Men (Verve Records, MG V-8442)
- 1962 – Time for 2 (Verve Records, MG V-8472)
- 1963 – Anita O'Day & the Three Sounds (Verve Records, MG V-8514)
- 1964 – Incomparable! (Verve Records, MG V-8572)
- 1970 – Anita O'Day Recorded Live at the Berlin Jazz Festival (MPS Records, 15291 ST) Live, pubblicato in Germania
- 1971 – Anita and Rhythm Section (Glendale Records, GLS 6001)
- 1974 – Hi Ho Trailus Boot Whip (Bob Thiele Music, BBM1-0595) Raccolta
- 1974 – Once Upon a Summertime (Anita O'Day Records, AOD-2)
- 1975 – Anita 1975 (Trio Records, PA-7105) Pubblicato in Giappone
- 1975 – My Ship (Trio Records, PA-7126) Pubblicato in Giappone
- 1976 – Live in Tokyo 1975 (Trio Records, PA-7140) Pubblicato in Giappone
- 1976 – Sessions, Live (Calliope Records, CAL 3021) Live a nome "Anita O'Day / Curtis Counce", registrazioni del 1956-1957
- 1977 – Anita O'Day (Dobre Records, DR 1014)
- 1978 – There's Only One... (Dobre Records, DR-1029)
- 1978 – Skylark - Live at Sometime (Trio Records, PAP-9127) Live, pubblicato in Giappone
- 1979 – Angel Eyes: Live in Tokyo (Lob Records, LDC-1012) Live, pubblicato in Giappone
- 1979 – Mello'day (GNP Crescendo Records, GNPS 2126)
- 1979 – Live at Mingo's (Trio Records, PAP-9059) Live a nome "Anita O'Day with John Poole Trio Featuring Norman Simmons", pubblicato in Giappone
- 1980 – Live at the City (Emily Records, ER-102479) Live, registrazione del 1979
- 1982 – Misty (Lob Records, LDC-1033) pubblicato in Giappone
- 1982 – Live at the City: The Second Set (Emily Records, ER 42181) Live
- 1984 – A Song for You (Emily Records, ER 83084)
- 1984 – Ao vivo no 150 Night Club (Estúdio Eldorado, 93.84.0454) Live, pubblicato in Brasile
- 1984 – Anita O'Day 1949 - 1950 (Tono Records, TJ-6003)
- 1985 – SS' Wonderful Big Band Concert 1985 (Emily Records, ER 92685) Live
- 1985 – Singin' and Swingin' (Doctor Jazz Records, K25P 6331) Raccolta, pubblicato in Giappone
- 1986 – Live at Ronnie Scott's London (Wadham Film Ltd, WHCD005) Live, pubblicato in UK
- 1989 – In a Mellow Tone (DRG Records Incorporated, CDSL 5209)
- 1990 – Tea for Two (Moon Records, MCD 023-2) Pubblicato in Italia, registrazioni Live del 1958 e 1966
- 1991 – At Vine St. Live (Disques Swing, 8435) Live
- 1993 – Rules of the Road (Pablo Records, PACD-2310-950-2)
- 1993 – Live in Person (Star Line Productions, SLCD-9004) Live del 1976
- 1996 – Swing Time in Hawaii (M&H Hawaii, MHCD 1221)
- 1999 – Live in Concert Tokyo 1976 (Emily Productions, 7610) Live a nome "Anita O'Day, John Poole"
- 1999 – The Complete Anita O'Day Verve/Clef Sessions (Mosaic Records, MD9-188) Raccolta in cofanetto di 9 CD
- 2000 – And Her Tears Flowed Like Wine (Past Perfect Silver Line, 203332) Pubblicato in Germania
- 2003 – Here Is Anita! (Absord Music Japan, ABCJ-284) Pubblicato in Giappone, registrazioni del 1976
- 2006 – Indestructible! (Kayo Stereophonic, 9-10747-2) Live, registrazioni del 2004 e 2005
- 2007 – Live in Tokyo '63 (Kayo Stereophonic, 9-10185-2) Live, registrato nel 1963